# Jean-François Vaney
Jean-François Vaney, né le 15 août 1948 à Montheron, est un clarinettiste et chef de chœur vaudois.

## Biographie
Le parcours de Jean-François Vaney commence par l'obtention d'un diplôme de l'école normale en 1968, avant de passer par le Conservatoire de Lausanne. Jean-François Vaney y suit les cours de clarinette de Robert Kemblinsky, et obtient son certificat en 1973. Il y passe également avec succès un diplôme d'enseignement de la musique. Il travaille encore la direction chorale en France avec Philippe Caillard et complète sa formation de chef d’orchestre en Italie avec Franco Ferrara. Les précieux conseils du compositeur genevois Bernard Schulé parachèvent sa formation musicale. 
Formation qu'il n'attend pas d'avoir terminée pour être actif : professeur au collège lausannois d'Entrebois depuis 1969, il y fonde le Petit Chœur du Collège et dirige à maintes reprises le Chœur du corps enseignant. À la même période, Jean-François Vaney dirige également l'Union chorale de Lutry. Il reste en place jusqu'en 1972, année où il est engagé au Collège des écoles secondaires de Pully. De 1972 jusqu'en 1995, son activité d'enseignant et de chef de chœurs va profondément marquer la jeunesse pulliérane : il crée en effet le Chœur des écoles, puis la Chanterie, pour les plus jeunes élèves, réunit et dirige les musiciens de l'école en un groupe instrumental et, surtout, est à la base de la création de l'école de musique de Pully en 1979. Il mène, en outre, le chœur d'hommes de 1972 à 1984, avant de fonder et de diriger le chœur mixte Le Carillon entre 1982 et 1995. Enfin, il est à l'initiative des "Heures musicales de Pully", créations collectives des sociétés de musiques et de théâtre pulliéranes.
Parti pour Gland en 1999, il dirige régulièrement le Chœur mixte de La Poya entre 2001 et 2008, et crée le Chœur classique AD-HOC de la région nyonnaise à la suite de celui-ci. En 2003, il reprend le Chœur d'hommes La Concorde à Vufflens-le-Château. Il officie aussi comme directeur artistique et chef principal du 30e Giron de la Dôle organisé en 2004 pour les quinze ans du Chœur mixte de Prangins. En avril 2007, il accepte la direction du chœur mixte La Lyre de Carouge pour la saison en cours, avant de fonder, en 2009, le Chœur Cantabile de Chéserex. Décidément omniprésent dans sa région d'adoption, il rédige bon nombre d'articles et de critiques musicales pour le journal local La Côte.
Jean-François Vaney réside actuellement toujours à Gland, où il s'est également beaucoup investi pour le développement de l'activité musicale, en particulier chez les plus jeunes. Il officie d'ailleurs encore comme professeur de chant et de clarinette au Conservatoire de Terre-Sainte et environs. 

## Sources
- « Jean-François Vaney », sur la base de données des personnalités vaudoises sur la plateforme « Patrinum » de la Bibliothèque cantonale et universitaire de Lausanne.
- "Hier, promotions des écoles normales", Feuille d'avis de Lausanne, 1968/03/28
- Tetaz, Numa, "Palmarès du Conservatoire: un seul prix de virtuosité", 24 Heures, 1973/07/05
- Creux, Georges, "Jean-François Vaney", Tribune de Lausanne, 1980/06/09.